# Liste des maires de Fondettes
La liste des maires de Fondettes présente la liste des maires de la commune française de Fondettes, située dans le département d'Indre-et-Loire en région Centre-Val de Loire.

## L'Hôtel de ville

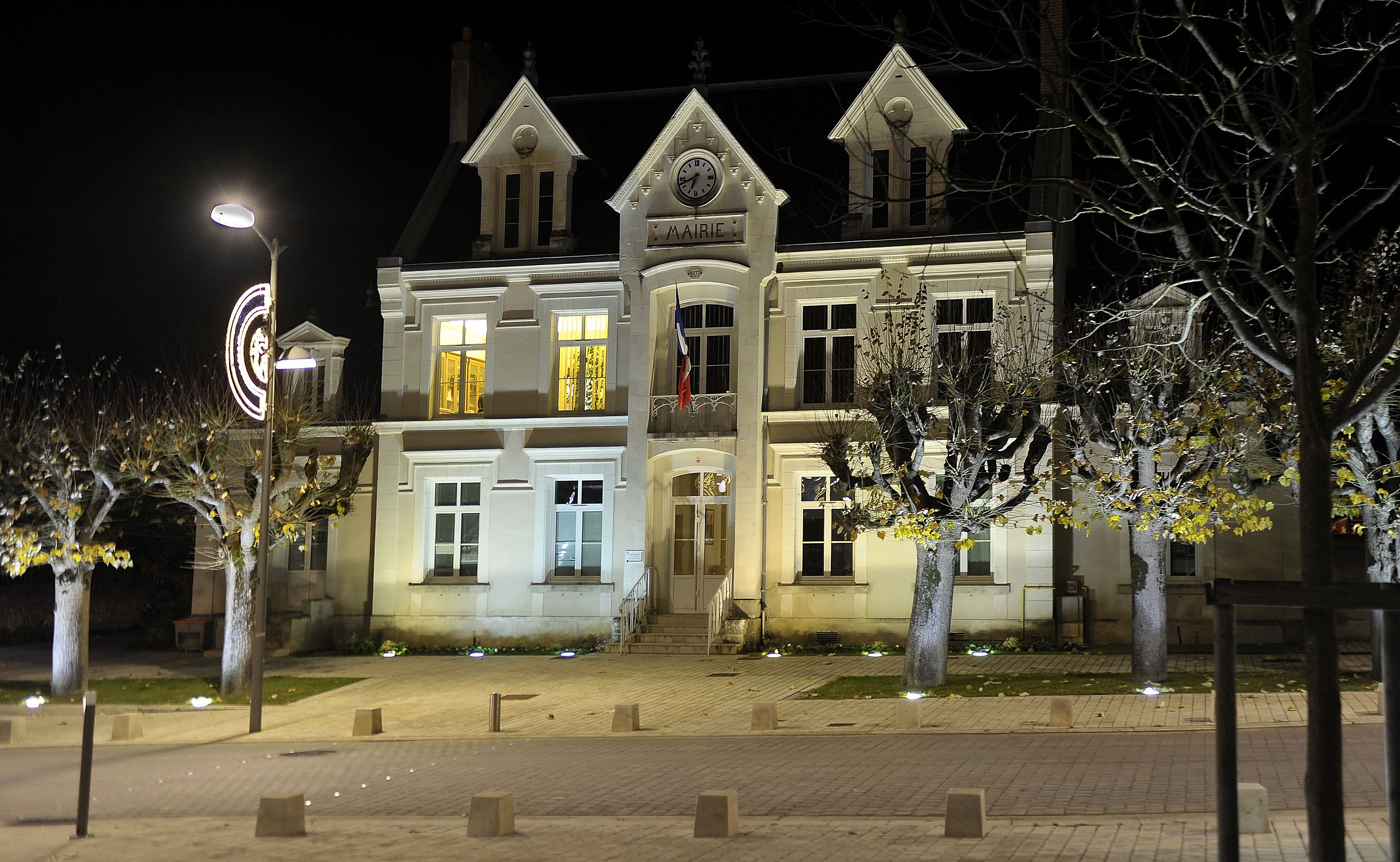
L'hôtel de ville.

## Liste des maires
De 1789 à 1799,  les agents municipaux (maires) sont élus au suffrage direct pour 2 ans et rééligibles, par les citoyens actifs de la commune, contribuables payant une contribution au moins égale à 3 journées de travail dans la commune. Sont éligibles ceux qui paient un impôt au moins équivalent à dix journées de travail.
De 1799 à 1848, La constitution du 22 frimaire an VIII (13 décembre 1799) revient sur l’élection du maire, les maires sont nommés par le préfet pour les communes de moins de 5 000 habitants. La Restauration instaure la nomination des maires et des conseillers municipaux. Après 1831, les maires sont nommés (par le roi pour les communes de plus de 3 000 habitants, par le préfet pour les plus petites), mais les conseillers municipaux sont élus pour six ans.
Du 3 juillet 1848 à 1851, les maires sont élus par le conseil municipal pour les communes de moins de 6 000 habitants.
De 1851 à 1871, les maires sont nommés par le préfet, pour les communes de moins de 3 000 habitants et pour 5 ans à partir de 1855.
Depuis 1871, les maires sont élus par le conseil municipal à la suite de son élection au suffrage universel.

### Entre 1790 et 1944
| Période                                  | Période          | Identité                                               | Étiquette    | Qualité |
| ---------------------------------------- | ---------------- | ------------------------------------------------------ | ------------ | --- |
| 7 février 1790                           |                  | Louis Mestivier                                        |              | Notaire royal |
| 13 septembre 1791                        |                  | René Poirier                                           |              | |
| 16 décembre 1792                         |                  | Barthélémy Veyrat                                      |              | |
| 13 décembre 1794                         |                  | Pierre Julien Michel Vallier                           |              | |
| 1800                                     |                  | René Pineau                                            |              | |
| 1er décembre 1800                        |                  | Simon Nourisson                                        |              | Entrepreneur |
| 1801                                     | 1804             | Poirier                                                |              | |
| 1804                                     | 29 décembre 1807 | Morisson                                               |              | |
| 1807                                     | 20 juin 1812     | Paul-Julien de Jouffrey                                |              | |
| 29 juin 1812                             |                  | Paul-Julien de Jouffrey                                | Royaliste    | Propriétaire terrien Député d'Indre-et-Loire (1815 → 1816) |
| 25 décembre 1817                         | 1826             | Louis-Marie Auvray                                     |              | Maréchal de camp Ancien préfet de la Sarthe (1800 → 1813) |
| 13 février 1826                          | 1830             | Louis Innocent Jean-François Mestivier-de La Grandière |              | |
| 5 septembre 1830                         | 1837             | Eugène Loiseau (1804-1880)                             |              | Avocat, propriétaire |
| 23 juillet 1837                          | 1840             | Louis César Mestivier                                  |              | |
| 26 juillet 1840                          | novembre 1856    | Anatole Louis Auvray (1804-1856)                       |              | Officier de cavalerie Membre du conseil d'arrondissement de Tours Décédé en fonction                                                                                        |
| 22 février 1857                          | 1865             | François Pierre Ripault                                |              | |
| 10 septembre 1865                        | octobre 1870     | Louis-Gustave Marchant (1816-1884)                     |              | Industriel, ingénieur des Ponts et chaussées |
| 12 octobre 1870                          | mai 1871         | Ernest Thiéry                                          |              | |
| 12 mai 1871                              | février 1880     | Louis-Gustave Marchant (1816-1884)                     |              | Industriel, ingénieur des Ponts et chaussées |
| 1er février 1880                         | 18 mai 1884      | Ernest Thiéry                                          |              | |
| 18 mai 1884                              | 19 octobre 1884  | Louis-Gustave Marchant (1816-1884)                     |              | Industriel, ingénieur des Ponts et chaussées |
| 19 octobre 1884                          | 15 mai 1892      | Eugène Goüin                                           | Droite       | Banquier, Sénateur inamovible (1875 → 1909) Ancien député d'Indre-et-Loire (1871 → 1875) Conseiller général de Tours-Nord (1867 → 1892) Ancien maire de Tours (1866 → 1875) |
| 15 mai 1892                              | 17 mai 1925      | Raoul du Saussay                                       | Conservateur | Propriétaire terrien Député d'Indre-et-Loire (1889 → 1893) Conseiller général de Tours-Nord (1898 → 1928)                                                                   |
| 17 mai 1925                              | 1944             | André Goüin                                            | URD          | Banquier Conseiller général de Tours-Nord (1928 → 1940) Vice-président du conseil général                                                                                   |
| Les données manquantes sont à compléter. |                  |                                                        |              | |

### Depuis 1944
Depuis la Libération, neuf maires se sont succédé à la tête de la commune.
| Période           | Période                      | Identité                     | Étiquette    | Qualité |
| ----------------- | ---------------------------- | ---------------------------- | ------------ | --- |
| 24 septembre 1944 | 17 mai 1945                  | René Vernier                 |              | |
| 17 mai 1945       | 21 mars 1959                 | Ernest Dupuy                 |              | Tonnelier |
| 21 mars 1959      | 21 mars 1971                 | Marcel Chauvin               |              | |
| 21 mars 1971      | 3 mai 1993                   | Jean Roux (1927-1993)        | DVD puis RPR | Professeur de mathématiques retraité Conseiller général de Luynes (1985 → 1993) Vice-président du conseil général (1992 → 1993) Décédé en fonction |
| 14 mai 1993       | juin 1995                    | Jean-Paul Leduc (1943-2018)  | UDF-CDS      | Comptable Premier adjoint au maire (1971 → 1993) Conseiller général de Luynes (1993 → 1998) |
| juin 1995         | mars 2001                    | Joseph Masbernat (1937-2019) | PS           | Médecin généraliste Conseiller général de Luynes (1998 → 2011) |
| mars 2001         | mars 2008                    | Michel Pasquier              | RPR puis UMP | Consultant, maire honoraire Vice-président de la CA Tour(s)plus (2001 → 2008) |
| mars 2008         | 4 avril 2014                 | Gérard Garrido (1948-2017)   | DVG          | Cadre dans l'industrie pharmaceutique Vice-président de la CA Tour(s)plus (2008 → 2014) |
| 4 avril 2014      | En cours (au 6 février 2025) | Cédric de Oliveira (1987- )  | UMP puis LR  | Consultant en relations sociales Conseiller départemental de Saint-Cyr-sur-Loire (2021 → ) Vice-président du conseil départemental (2021 → ) 9e vice-président de Tours Métropole Val de Loire (2023 → ) Président de l'Association des maires d'Indre-et-Loire (2017 → ) |

## Conseil municipal actuel
Les 33 sièges composant le conseil municipal de Fondettes ont été pourvus le 15 mars 2020 lors du premier tour de scrutin. Actuellement, il est réparti comme suit : 

## Résultats des élections municipales

### Élection municipale de 2020
|                          | Cédric de Oliveira * | LR-UDI-Agir | 3 591 | 78,69  | 30 | 3 |
| Plus forts ensemble      |                      |             | 3 591 | 78,69  | 30 | 3 |
|                          | Charles Girardin     | ECO         | 972   | 21,30  | 3  | 0 |
| Cap citoyens 2020        |                      |             | 972   | 21,30  | 3  | 0 |
|                          |                      |             |       |        |    |   |
| Inscrits                 | Inscrits             | Inscrits    | 9 067 | 100,00 |    |   |
| Abstentions              | Abstentions          | Abstentions | 4 371 | 48,21  |    |   |
| Votants                  | Votants              | Votants     | 4 696 | 51,79  |    |   |
| Blancs                   | Blancs               | Blancs      | 71    | 1,51   |    |   |
| Nuls                     | Nuls                 | Nuls        | 62    | 1,32   |    |   |
| Exprimés                 | Exprimés             | Exprimés    | 4 563 | 97,17  |    |   |
| * Liste du maire sortant |                      |             |       |        |    |   |

### Élection municipale de 2014
| Tête de liste              | Tête de liste      | Liste            | Premier tour | Premier tour | Second tour | Second tour | Sièges | Sièges |
| Tête de liste              | Tête de liste      | Liste            | Voix         | %            | Voix        | %           | CM     | CC     |
| -------------------------- | ------------------ | ---------------- | ------------ | ------------ | ----------- | ----------- | ------ | ------ |
|                            | Cédric de Oliveira | UMP-UDI (UD)     | 2 160        | 38,73        | 3 032       | 53,89       | 26     | 3      |
| Réussir Fondettes ensemble |                    |                  | 2 160        | 38,73        | 3 032       | 53,89       | 26     | 3      |
|                            | Jacques Sauret     | DVG-MoDem        | 1 262        | 22,62        | 1 443       | 25,64       | 4      | 0      |
| Réuni(e)s pour Fondettes   |                    |                  | 1 262        | 22,62        | 1 443       | 25,64       | 4      | 0      |
|                            | Gérard Garrido *   | PS-PCF-EELV (UG) | 1 158        | 20,76        | 1 151       | 20,45       | 3      | 0      |
| Agir pour Fondettes        |                    |                  | 1 158        | 20,76        | 1 151       | 20,45       | 3      | 0      |
|                            | Jacques Gaillard   | DVD              | 997          | 17,87        |             |             |        |        |
| Vivre à Fondettes demain   |                    |                  | 997          | 17,87        |             |             |        |        |
|                            |                    |                  |              |              |             |             |        |        |
| Inscrits                   | Inscrits           | Inscrits         | 8 609        | 100,00       | 8 609       | 100,00      |        |        |
| Abstentions                | Abstentions        | Abstentions      | 2 887        | 33,53        | 2 822       | 32,78       |        |        |
| Votants                    | Votants            | Votants          | 5 722        | 66,47        | 5 787       | 67,22       |        |        |
| Blancs et nuls             | Blancs et nuls     | Blancs et nuls   | 145          | 2,53         | 161         | 2,78        |        |        |
| Exprimés                   | Exprimés           | Exprimés         | 5 577        | 97,47        | 5 626       | 97,22       |        |        |
| * Liste du maire sortant   |                    |                  |              |              |             |             |        |        |

### Élection municipale de 2008
| Tête de liste                   | Tête de liste      | Liste          | Premier tour | Premier tour | Second tour | Second tour | Sièges | Sièges |
| Tête de liste                   | Tête de liste      | Liste          | Voix         | %            | Voix        | %           | CM     |        |
| ------------------------------- | ------------------ | -------------- | ------------ | ------------ | ----------- | ----------- | ------ | ------ |
|                                 | Michel Pasquier *  | UMP            | 2 230        | 45,58        | 2 380       | 45,84       | 8      |        |
| Fondettes initiatives           |                    |                | 2 230        | 45,58        | 2 380       | 45,84       | 8      |        |
|                                 | Gérard Garrido     | DVG            | 2 162        | 44,19        | 2 529       | 48,71       | 25     |        |
| Action et démocratie            |                    |                | 2 162        | 44,19        | 2 529       | 48,71       | 25     |        |
|                                 | Jean-Jacques Rouet | PT             | 500          | 10,22        | 283         | 5,45        | 0      |        |
| Gauche authentique et citoyenne |                    |                | 500          | 10,22        | 283         | 5,45        | 0      |        |
|                                 |                    |                |              |              |             |             |        |        |
| Inscrits                        | Inscrits           | Inscrits       | 7 976        | 100,00       | 7 976       | 100,00      |        |        |
| Abstentions                     | Abstentions        | Abstentions    | 2 898        | 36,33        | 2 682       | 33,63       |        |        |
| Votants                         | Votants            | Votants        | 5 078        | 63,67        | 5 294       | 66,37       |        |        |
| Blancs ou nuls                  | Blancs ou nuls     | Blancs ou nuls | 186          | 3,66         | 102         | 1,93        |        |        |
| Exprimés                        | Exprimés           | Exprimés       | 4 892        | 96,34        | 5 192       | 98,07       |        |        |
| * Liste du maire sortant        |                    |                |              |              |             |             |        |        |